# Sveriges sjöfarande kvinnors förening
Sveriges sjöfarande kvinnors förening var ett svenskt fackförbund som bildades 1928. Det fick aldrig anslutning till Landsorganisationen (LO). Förbundet uppgick 1932 i Svenska sjöfolksförbundet. 

## Bakgrund
Det första försöket att organisera kvinnor till sjöss var den i Göteborg 1918 bildade Sjö-, restauratris- och kokerskeföreningen, som dock lades ner efter bara ett år. Men tre år senare bildades Föreningen sjöfarande kvinnor i Stockholm. Föreningens hela arbete upptogs av att som lobbygrupp värna kvinnornas rätt att arbeta till sjöss. Det förekom motioner i riksdagen om att förbjuda sådan anställning. Föreningen lyckades emellertid genom intensiv agitation att avstyra detta. 1924 bildades en motsvarande förening även i Göteborg. 1926 återkom motioner om att kvinnor inte skulle få anställas till sjöss, men de avvisades, och sådana förslag har sedan dess inte framförts.   

## Historia
- 1928 när attackerna mot kvinnor till sjöss tillbakavisats, beslöt man att bilda en regelrätt facklig riksorganisation som fick namnet Sveriges sjöfarande kvinnors förening. De existerande föreningarna blev därmed avdelningar i det nya förbundet. Svenska sjömansunionen åtog sig att hjälpa till med inkasseringar och medling i mindre tvister.
- 1929 försökte man upprätta kollektivavtal med Stockholms Rederi Svea och Sveriges Redareförening. Arbetsgivarna avvisade emellertid förslagen. Man utlyste därför blockad mot Sveabolagets och redareföreningens fartyg den 30 mars 1929. Detta ledde till förhandlingar och avtal skrevs med Sveabolaget den 26 mars och med redareföreningen den 15 juni. Man fick löneförbättringar och ökade förmåner.
- 1930 fick man, efter blockad, också avtal till stånd med Kanalflottans rederiförening och Skärgårds- och Mälarflottornas rederiförening.
- 1932 uppgick förbundet i det nybildade Svenska sjöfolksförbundet. Det hade då 1200 medlemmar.